# Flatts Village
Flatts Village is een dorp in de Bermudaanse parish Hamilton (niet te verwarren met de hoofdstad en gemeente Hamilton). Het dorp ligt ongeveer halverwege tussen de gemeente Hamilton en de gemeente Saint George.
Flatts Village ligt aan de zuidkant van het kanaal Flatt's Inlet, aan drie kanten omringd door Smith, en is dus een exclave van Hamilton. Het is echter met de rest van de parish verbonden door een brug over de Inlet, Flatt's Bridge.

## Bezienswaardigheden
- Het vroegere Aquarium Station, tegenwoordig een museum
- Bermuda Aquarium, Museum and Zoo (BAMZ)
- Flatts Festival, jaarlijks in oktober